# 구로구 갑
서울 구로구 갑은 대한민국의 국회의원 선거구이다. 서울특별시 구로구 일부 지역을 관할하며, 안양천 서쪽에 속한다. 현 지역구 국회의원은 더불어민주당의 이인영이다.

## 역사
1988년 대한민국 제13대 국회의원 선거를 앞두고 신설되었다. 신설 당시 구로구 갑에는 신도림동, 구로1~6동, 고척1~2동, 개봉1~3동, 오류1동~2동이 편입되었고 나머지 지역인 가리봉1~3동, 독산1~4동과 독사본동, 시흥1~5동과 시흥본동은 구로구 을이 되었다.
1992년 대한민국 제14대 국회의원 선거를 앞두고 구로구의 인구가 상한선이 초과됨에 따라 구로구 병을 신설하고, 구로구 갑, 을 선거구의 경계를 조정했다. 이때 구로구 갑의 신도림동과 구로동 일대가 구로구 병으로 흡수되었다. 
2012년 대한민국 제19대 국회의원 선거를 앞두고 관할 지역 중 개봉본동이 통합되었으며 2020년 제21대 국회의원 선거를 앞두고 오류2동에서 항동이 분리되었다.

## 관할 구역
| 대수      | 관할 구역 |
| --------- | --- |
| 13대      | 구로구 신도림동, 구로제1동, 구로제2동, 구로제3동, 구로제4동, 구로제5동, 구로제6동, 고척제1동, 고척제2동, 개봉제1동, 개봉제2동, 개봉제3동, 오류제1동, 오류제2동 |
| 14대      | 구로구 고척제1동, 고척제2동, 개봉제1동, 개봉제2동, 개봉제3동, 오류제1동, 오류제2동, 수궁동                                                                     |
| 15대~18대 | 구로구 고척제1동, 고척제2동, 개봉제1동, 개봉제2동, 개봉제3동, 개봉본동, 오류제1동, 오류제2동, 수궁동                                                           |
| 19대~20대 | 구로구 고척제1동, 고척제2동, 개봉제1동, 개봉제2동, 개봉제3동, 오류제1동, 오류제2동, 수궁동                                                                     |
| 21대~현재 | 구로구 고척제1동, 고척제2동, 개봉제1동, 개봉제2동, 개봉제3동, 오류제1동, 오류제2동, 수궁동, 항동                                                               |

## 역대 국회의원
| 선거   | 정당 | 정당           | 의원   |
| ------ | ---- | -------------- | ------ |
| 1988년 |      | 민주정의당     | 김기배 |
| 1992년 |      | 민주자유당     | 김기배 |
| 1996년 |      | 새정치국민회의 | 정한용 |
| 2000년 |      | 한나라당       | 김기배 |
| 2004년 |      | 열린우리당     | 이인영 |
| 2008년 |      | 한나라당       | 이범래 |
| 2012년 |      | 민주통합당     | 이인영 |
| 2016년 |      | 더불어민주당   | 이인영 |
| 2020년 |      | 더불어민주당   | 이인영 |
| 2024년 |      | 더불어민주당   | 이인영 |

## 역대 선거 결과

### 대한민국 제13대 국회의원 선거
|  | 32.63% |

|  | 31.38% |

|  | 18.18% |

|  | 17.15% |

|  | 0.63% |

### 대한민국 제14대 국회의원 선거
|  | 35.36% |

|  | 29.74% |

|  | 29.28% |

|  | 5.59% |

### 대한민국 제15대 국회의원 선거
|  | 39.61% |

|  | 37.03% |

|  | 12.41% |

|  | 8.07% |

|  | 1.86% |

|  | 0.99% |

### 대한민국 제16대 국회의원 선거
|  | 49.07% |

|  | 47.02% |

|  | 2.55% |

|  | 1.34% |

### 대한민국 제17대 국회의원 선거
|  | 44.72% |

|  | 32.69% |

|  | 8.57% |

|  | 6.17% |

|  | 4.34% |

|  | 1.32% |

|  | 1.29% |

|  | 0.86% |

### 대한민국 제18대 국회의원 선거
|  | 46.48% |

|  | 45.40% |

|  | 7.18% |

|  | 0.92% |

### 대한민국 제19대 국회의원 선거
|  | 52.22% |

|  | 45.44% |

|  | 2.33% |

### 대한민국 제20대 국회의원 선거
|  | 52.02% |

|  | 33.93% |

|  | 10.80% |

|  | 2.35% |

|  | 0.87% |

### 대한민국 제21대 국회의원 선거
|  | 53.92% |

|  | 39.34% |

|  | 4.77% |

|  | 1.09% |

|  | 0.44% |

|  | 0.40% |

### 대한민국 제22대 국회의원 선거
|  | 55.74% |

|  | 44.25% |